# Вольфрамові руди
Вольфрамові руди (рос. вольфрамовые руды, англ. tungsten ores, нім. Wolframerze n pl) — природні мінеральні утворення, що містять вольфрам в таких сполуках і концентраціях, при яких їх промислове використання технічно можливе і економічно доцільне. Відомо більше 20 мінералів вольфраму. З них промислове значення мають лише мінерали групи вольфраміту (74-76 % WO3) і шеєліту (80 % WO3). В.р. часто містять молібден, олово, берилій, мідь, бісмут в кількості 0,01-0,1 %, іноді присутні стибій, ртуть, золото, срібло, арсен, сірка, тантал, ніобій, скандій. Більшість попутних компонентів при збагаченні вилучаються в колективні або селективні концентрати.

## Різновиди руд
За умовами утворення родовища В.р. розділяють на ендогенні і екзогенні.
Серед ендогенних розрізняють пегматитові, скарнові, ґрейзенові і гідротермальні генетичні типи руд, що об'єднуються в три рудні формації: олово-вольфрамову, молібдено-вольфрамову і поліметалічно-вольфрамову. З пегматитів вольфраміт і шеєліт вилучаються попутно при збагаченні каситериту, берилу, сподумену і тантало-ніобатів.
Пегматити є джерелами для утворення елювіально-делювіальних і алювіальних розсипів (екзогенні родовища), які розробляються головним чином в країнах Півд.-Сх. Азії і Африки. Скарново-шеєлітові руди утворюються в зоні контакту гранітоїдних масивів з карбонатними породами і представлені плитоподібними покладами крутого і пологого залягання, а також складними лінзо- і трубоподібними тілами. Вміст в них WO3 0,1-0,8 %, рідко до 1-3 %; запаси руди вимірюються від декілька тис. до декілька десятків тис., рідше — сотні тис. т.
Ґрейзено-вольфрамітові руди тісно пов'язані з апікальними частинами гранітних інтрузивів. Вміст в них WO3 0,1-0,4 %; запаси руди оцінюються в десятки, рідко в сотні тис. т.
Гідротермальні вольфрамові руди приурочені до зон ендо- і екзоконтакту гранітних масивів, утворюючи протяжні за простяганням і на глибину (до 1 км) серії рудних жил крутого, рідше середнього падіння, а також штокверки. Рудні тіла складені кварц-вольфрамітовими, кварц-вольфраміт-каситеритовими рудами часто з молібденітом, бісмутином і берилом, а також кварц-шеєлітовими і кварц-молібденіт-шеєлітовими рудами. Вміст WO3 0,5-1,5 %, рідко до 3-5 %, в штокверках 0,1-0,3 %, іноді до 0,5 % при запасах, відповідно від декілька тис. до декілька десятків тис. т і десятки — сотні тис. т.

## Видобуток руди з вольфрамових родовищ
Видобуток руди з вольфрамових родовищ проводиться підземним (системи розробки шаровим обваленням і горизонтальними шарами з магазинуванням руди у відпрацьованих блоках або із закладенням виробленого простору — жили, скарнові і ґрейзенові поклади), а також відкритим (штокверки, скарнові і ґрейзенові поклади, розсипи) способами. На кар'єрах застосовується транспортна система розробки з зовнішнім відвалоутворенням.

## Родовища руд вольфраму
Див. також: Вольфрамові руди України
Див. також: Список країн за видобутком вольфрамових руд
Родовища руд вольфраму відомі в Казахстані, Середній Азії, Східному Сибіру і Далекому Сході(РФ), на Кавказі. Найбільші родовища: Сандон в Південній Кореї, Синьхуашань і Шанпін в Китаї, Панашкейра в Португалії, Кінг-Айленд в Австралії, Чікоте і Камі в Болівії, Флат-Рівер в Канаді, Сало у Франції, Пайн-Крік в США, Улудаг в Туреччині, Міттерзілль в Австрії. Понад 60 % запасів вольфрамових руд зосереджено в країнах Південно-Східної Азії, в межах Тихоокеанського рудного поясу.